# Ика (музичка група)
Ика је српски инди-поп састав, основан 2006. године у Београду. Чине га певачица Ивана Смоловић, гитариста Дарко Живић, виолинисткиња Марија Јовановић и контрабасиста Милош Поповић. 

## Историјат
Ивана је почела вежбање гитаре пре неколико година, преслушавајући своје омиљене Iron and Wine, Kings of Convenience, Ј.Tilman-a, истовремено покушавајући да компонује музику за текстове које је сакупљала годинама.
Први кућни снимци некако су стигли до Ивана Лончаревића, радио водитеља популарне инди музичког програма Поп депресија (Радио Студио Б, 99,1), који је понудио да уврсти песму „Bubble“ у компилацију на којој је у то време радио Јутро ће променити све? а која је требало да представи нову музичку сцену Србије. Тада је Ивана одлучила да њена песма захтева бољу презентацију на компилацији, а будући да вежбање гитаре није ишло, она се обратила пријатељу.
Дарко и Ивана су већ свирали заједно неколико година уназад у трију, обрађујући своје омиљене џез и босанова стандарде. Одмах су направили савршен музички спој.
Првобитна идеја је била да бенд остане мали, само њих двоје. Али, како је број песама растао, тако је расла и идеја о њиховом звуку.
Будућу виолинисткињу Марију, Ивана је упознала у току рада на пројекту Звезда је рођена (режија Вање Ковачевић), рокументарцу о настајању кавер бенда Writers of Fiction, у оригиналу The Decemberists. Марија је већ био фан песме „Bubble“, која је, у међувремену, постала нешто као радијски хит-сингл. И онда је било троје.
Пре одласка у студио бенду се прикључује и Немања Ћалић, контрабасиста који је некада свирао џез стандарде са Иваном и Дарком. Тако је почело снимање њиховог албума првенца под насловом Sweet Path of Gold. Албум је сниман у два дана, а након тога материјал миксује композитор и продуцент Небојша Марковић (из бенда „Интрудер“), који је уложио огромно стрпљење и труд да би материјал вешто спаковао у мало интимно ремек-дело. Овај албум је објављен у мају 2010. за издавача Amonnite records.
У промоцији првог албума бенду се прикључује нови контрабасиста Милош Поповић јер је у међувремену Ћалић напустио земљу.
Важнији наступи „Ике“ укључују: као предгрупа „Ken Stringfellow“, затим Гитар Арт фестивал и Егзит.

## Дискографија
- Јутро ће променити све?, компилација, ПГП РТС 2007. (песма „Bubble“)
- „Ика“: Sweet Path of Gold, Amonnite Records, 2010.

## Критичка рецепција
Урош Миловановић (Б92. нет) је овако видео првенац састава: „Sweet Path of Gold је у сваком смислу умерена плоча, сведена, ненаметљива, интроспективна, искрена, блага и неодољива. Ивана Смоловић и њен бенд комбинују расположења и амбијенте којих махом нисте свесни. За разлику од онога што ради у оквиру групе Интрудер, Ивана је у Ики направила разуман искорак у акустични, меланхолични свет Американе која, и глобално гледано, у првој деценији новог века доживљава жанровски препород. Имајући у виду и лична интересовања чланова Ике као и њихове музичке афинитете Sweet Path of Gold је једино овако и могао да звучи. Очигледни утицаји замењени су интимом и шармом који овај бенд већ сада ауторски издавајају. Песме на Икином албуму првенцу комуницирају без обзира на језичку баријеру - гласом и музиком они је бришу.“